# Tangun kodzsoszoni király
Tangun vanggom (hangul: 단군왕검, handzsa: 檀君王儉, RR: Dangun Wanggeom) a mitológia szerint az első koreai királyság, Kodzsoszon alapítója volt. Dél-Koreában a Szamszonggung (삼성궁) kegyhelyen, Észak-Koreában pedig az állítólagosan azonosított maradványai fölé emelt sírnál emlékeznek meg róla. A koreaiak Tanguntól számítják a koreai nemzet létezését, még a naptáruk is Tangun születését vette 1. évnek. Minden év október 3-án ünneplik a koreai nemzet tanguni alapítását.

## Legendája
Tangun születésének legendáját több dokumentumban is lejegyezték a Korjo-korban. E szerint egy medve és egy tigris azért imádkoztak az égi lényhez, hogy emberré válhassanak. Hvanung (환웅), az égi király, Hvanin (환인) fia egy csokor ürmöt és húsz gerezd fokhagymát adott nekik és arra kérte őket, várjanak türelmesen 100 napig egy barlangban, és ne menjenek fényre. A tigris nem tudta betartani és állat maradt, a medve azonban három hét után sikeresen nővé változott. Magányos volt viszont, és egy szantálfa alatt imádkozott Hvanunghoz gyermekért. Hvanung feleségül vette a medve-nőt, Ungnjót (웅녀, 熊女) és hamarosan megszületett Tangun, akinek neve azt jelenti, „szantálfa-úr”.
Tangun legendájához hozzátartozik, hogy számos mezőgazdasági érdemet tulajdonítanak neki, valamint a koreai buddhizmus és taoizmus is tőle származtatja az „isteni tanítású” nemzeti vallás megalapítását.